# Vieirópolis
Vieirópolis là một đô thị thuộc bang Paraíba, Brasil. Đô thị này có diện tích 146,778 km², dân số năm 2007 là 4712 người, mật độ 32,1 người/km².